# 드 하빌랜드 91 알바트로스
드 하빌랜드 91 알바트로스(de Havilland DH.91 Albatross)는 1930년대 말 개발된 영국의 4발 피스톤 엔진 여객기이다. 총 7기의 항공기가 1938년부터 1939년까지 제조되었다.

## 개발과정
본 기체는 항공성 시방서 36/35에 의해 개발이 결정된 대서양 횡단을 위한 우편기로, 항공성은 454kg(1000lb)의 우편물을 싣고 64km/h(40mph)의 맞바람을 맞으면서도 4,023km(2,500mi)를 비행할 수 있는 우편수송기의 개발에 참여할 회사를 모집하였다. 드 하빌랜드 사가 이것에 응하였으며 1936년 아서 에르네스트 해그(Arthur Ernest Hagg)에 의해 설계되었다.
본 기체는 합판-발사목-합판 샌드위치 공법을 동체의 제작에 사용한 기체로, 이 공법은 후일 드 하빌랜드 모스키토 경폭격기의 제작에 이어진다. 또 다른 특이한 점은 공냉식 엔진의 냉각기로, 엔진마운트를 두른 공기의 흐름이 이상적으로 흐르도록 설계되었다. . 주익은 가문비나무로 만들어졌으며 수상에 불시착할 시 어느 정도의 부력을 가질 수 있게 설계되었다. 프로펠러는 2엽을 채용했다. 시작기는 1937년 5월 20일 초도비행했으며 두 번째 시작기는 적재중량 시험 중 파손되어 수리를 받았다. 이후 시작기는 제국항공에 의해 우편기로 사용되었다.
한편 이 우편기를 22인승의 여객기로 활용하는 계획이 입안되었다. 우편기로 제조된 시작기와의 차이점은 창문의 수와 플랩이었는데, 스플릿 플랩을 슬롯트 플랩으로 교체하였다. 총 5기의 여객기 형태가 1938년부터 1939년까지 제조되어 인도되었다.

## 운용실적

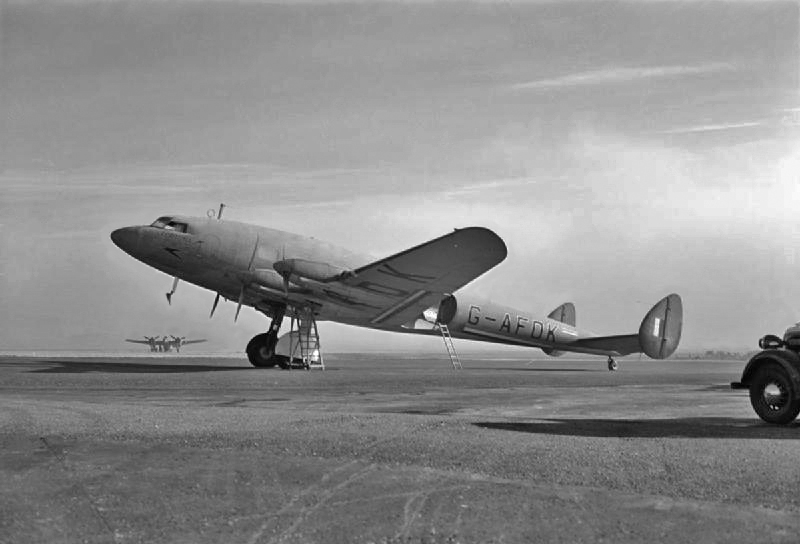
BOAC 소속의 알바트로스, 1941년경 브리스톨 공항에서

제국항공의 관례에 따라, 항공기들은 같은 알파벳으로 시작하는 이름을 부여받았다. 처음으로 이름이 붙여진 항공기의 이름에 따라, 이 기종은 프로비셔(Frobisher) 형 여객기로도 지칭되었다. 선박업계에서 유래한 이 관습은 전후에도 BOAC와 BEA에 이어졌다.
처음으로 인도된 여객기 형태의 기체는 1938년 10월 제국항공에 인도된 프로비셔였다. 총 5기의 여객기형 DH.91이 제국항공에 인도되어 런던 크로이돈 공항에서 파리, 브뤼셀, 취리히에 취항하였다. 시험비행 종료 후에는 시작기 2기도 제국항공에 인도되어 장거리 우편기로 운용되었다. 여객기형들이 모두 인도되어 제대로 운용된 기간은 1939년 여름까지였으며 2시간짜리 런던 크로이던 공항 - 파리 르 브루제 공항 노선에 취항한 것이 전부였다.
제 2차 세계대전이 발발하자 영국 공군은 이들의 장거리 비행능력과 고속성을 이용해 영국과 아이슬란드간의 운송작전에 사용하려 하였다. 이에 우편기형 2기를 징발해 1940년 9월부터 271비행대에서 운용하였으나 프레스윅과 레이캬비크 구간 운행 중 두 기체 모두 착륙사고로 망실하였다.
5기의 여객기형은 1940년 9월부터 BOAC에 승계되어 브리스톨-리스본과 브리스톨-섀넌 간 노선에 운용되었다.
1기는 1940년 독일군의 공습으로 상실하였으며, 다른 1기는 1940년 연료배관의 문제로 불시착해 파괴되었으며 다른 한 기는 1943년 섀논 근방에 추락해 파괴되었다.
일련의 추락사고들이 발생하자 이는 주익의 합판구조 약화에 의해 일어난 것으로 판단되어 잔존기 2기 역시 비슷한 문제의 사고를 겪을 것과 예비부품의 부족을 염려하여 1943년 9월 폐기되었다.

## 제작기
패러데이(Faraday)
우편기형으로 1939년 8월 G-AEVV의 등록번호를 받아 제국항공에 인도되었다. 이후 BOAC가 승계하였으며 1940년 영국 공군 제 271 비행대에 AX903번을 부여받아 수송기로 운용되었다. 1941년 8월 11일 레이캬비크에 착륙 중 파괴되었다.
프랭클린(Franklin)
우편기형으로 BOAC에 인도되었으며 등록번호는 G-AEVW이다. 역시 271비행대에 AX904번을 부여받아 운용되었으나 1942년 4월 7일 착륙 중 랜딩기어 파손으로 파괴되었다.
프로비셔(Frobisher)
여객기형으로 등록번호는 G-AFDI였다. 1938년 제국항공에 인도되었으며 1940년 12월 20일 독일이 윗처치 공항을 공습하여 파괴되었다.
팰콘(Falcon)
여객기형으로 등록번호는 G-AFDJ. 제국항공에 1938년 인도되어 1943년 9월 폐기되었다.
포르투나(Fortuna)
여객기형으로 등록번호는 G-AFDK. 제국항공에 1939년 인도되었으며 1943년 7월 16일 섀논 공항에 착륙 중 불시착해 폐기되었다.
핑갈(Fingal)
여객기형으로 등록번호는 G-AFDL. 1939년 제국항공에 인도되었으며 글로스터셔에서 1940년 6월 불시착해 폐기되었다.
피오나(Fiona)
여객기형으로 등록번호는 G-AFDM. 1939년 제국항공에 인도되었으며 1943년 9월 폐기되었다.

## 성능(여객기형)
정보의 출처: British Civil Aircraft since 1919
일반 특성
- 승무원: 4 (기장,부조종사,무전기사,스튜어드)
- 용량: 22명
- 길이: 71 ft 6 in (21.80 m)
- 날개폭: 105 ft 0 in (32.01 m)
- 높이: 22 ft 3 in (6.78 m)
- 날개면적: 1,078 ft² (100.2 m²)
- 공허중량: 21,230 lb (9,650 kg)
- 탑재중량: 29,500 lb (13,380 kg)
- 엔진: 4× 드 하빌랜드 집시 12엔진 12기통 피스톤 엔진, 525 hp (392 kW)  각각

성능
- 최대속도: 195 kn (225 mph, 362 km/h)
- 순항속도: 183 kn (210 mph, 338 km/h)
- 항속거리: 904 nmi, (1,040 mi, 1,675 km. 우편기형은 5,311km)
- 상승한도: 17,900 ft (5,455 m)
- 상승률: 700 ft/min (3.5 m/s)
- 날개하중: 27 lb/ft² (134 kg/m²)
- 출력대중량비: 0.07 hp/lb (120 W/kg)

## 운영주체
영국
- 제국항공, 이후 보유기체 전량을 BOAC가 승계받음.
- 영국 공군
  - 제271 비행대가 BOAC에서 우편기형 2기를 징발해 운용함.

## 같이 보기
- 보잉 307 스트라톨라이너

1. ↑  "Cooling System for Plane Engines Uses Air Piped from Wings" Popular Science, September 1938, drawing of cooling system
2. 1 2  Moss Air Pictorial, September 1964, p. 292.
3. ↑  Moss Air Pictorial, September 1964, p. 293.
4. ↑  P.W.Moss의 조사는 이 기체는 BOAC 내 불량직원의 방화에 의해 파괴되었다고 주장함.[3]
5. ↑  Moss Air Pictorial, September 1964, p. 294.
6. 1 2 3 4 5 6 7  Jackson 1973, pp 472
7. ↑  “Civil Aviation Authority Registration Entry for G-AEVV” (PDF). 2011년 6월 6일에 원본 문서 (PDF)에서 보존된 문서. 2009년 4월 28일에 확인함.
8. ↑  “Civil Aviation Authority Registration Entry for G-AEVW” (PDF). 2011년 6월 6일에 원본 문서 (PDF)에서 보존된 문서. 2009년 4월 28일에 확인함.
9. ↑  “Civil Aviation Authority Registration Entry for G-AFDI” (PDF). 2011년 6월 6일에 원본 문서 (PDF)에서 보존된 문서. 2009년 4월 28일에 확인함.
10. ↑  “Civil Aviation Authority Registration Entry for G-AFDJ” (PDF). 2011년 6월 6일에 원본 문서 (PDF)에서 보존된 문서. 2009년 4월 28일에 확인함.
11. ↑  “Civil Aviation Authority Registration Entry for G-AFDK” (PDF). 2011년 6월 6일에 원본 문서 (PDF)에서 보존된 문서. 2009년 4월 28일에 확인함.
12. ↑  “Civil Aviation Authority Registration Entry for G-AFDL” (PDF). 2011년 6월 6일에 원본 문서 (PDF)에서 보존된 문서. 2009년 4월 28일에 확인함.
13. ↑  “Civil Aviation Authority Registration Entry for G-AFDM” (PDF). 2011년 6월 6일에 원본 문서 (PDF)에서 보존된 문서. 2009년 4월 28일에 확인함.
14. ↑  Jackson 1973, p.153.